# Drugo bolgarsko cesarstvo
Drugo bolgarsko cesarstvo (bolgarsko Второ българско царство, Vtorо Bălgarskо carstvo) je bila srednjeveška bolgarska država, ki je obstajala od leta 1185 do 1396 ali 1422. Bilo je naslednik Prvega bolgarskega cesarstva in doseglo vrh svoje moči pod carjema Kalojanom in Ivanom Asenom II., potem pa so ga od poznega 14. stoletja do zgodnjega 15. stoletja osvojili osmanski Turki.
Do leta 1256 je bilo dominantna sila na Balkanu, ki je v več velikih bitkah  porazila  Bizantinsko cesarstvo. Leta 1205 je car Kalojan v bitki pri Odrinu porazil vojsko Latinskega cesarstva, ki je bilo ustanovljeno leto pred tem po četrti križarski vojni.  Kalojanov nečak Ivan Asen II. je porazil tudi Epirski despotat. Med njegovim vladanjem se je Bolgarija raztezala od Jadranskega do Črnega morja in doživela gospodarski razcvet. V poznem 13. stoletju je začelo cesarstvo zaradi stalnih vpadov Mongolov, Bizantincev, Ogrov in Srbov ter notranjih sporov in vstaj propadati.  V 14. stoletju si je za nekaj časa opomoglo in se stabiliziralo, vendar je osrednja oblast v več regijah izgubila svojo moč. Na predvečer osmanske invazije je bilo cesarstvo razdeljeno na tri dele. 
Bolgarski umetniki in arhitekti so kljub močnemu bizantinskemu vplivu razvili svoj prepoznaven slog. V 14. stoletju sta v obdobju, znanem kot druga zlata doba bolgarske kulture, cvetela bolgarska književnost in umetnost. Prestolnica Veliko Trnovo, katero so imeli za Novi Konstantinopel,  je postala glavno kulturno središče in središče pravoslavnega sveta. Po zmagi Osmanskega cesarstva se je velik del bolgarskih učenjakov in duhovščine odselil v Srbijo, Vlaško, Moldavijo in ruske kneževine, kamor so prenesli bolgarsko kulturo, knjige in hezihastične ideje.

## Ime
Za cesarstvo so njegovi sodobniki najpogosteje uporabljali ime Bolgarija, kot so ga imenovali njegovi prebivalci. Med vladavino carja Kalojana je bilo cesarstvo včasih znano kot bolgarsko in vlaško. Papež Inocenc III. in drugi tujci, med njimi tudi latinski cesar Henrik Flandrijski, so ga v uradnih dokumentih naslavljali z Bolgarija ali Bolgarsko cesarstvo.
V sodobnem zgodovinopisju se država imenuje Drugo bolgarsko cesarstvo, Drugo bolgarsko carstvo ali Drugo bolgarsko kraljestvo, da bi se razlikovala od Prvega bolgarskega cesarstva. Za obdobje pred sredino 13. stoletja se je uporabljaj tudi naslov Cesarstvo Vlahov in Bolgarov ter njegove različice Vlaško-bolgarsko cesarstvo, Bolgarsko-vlaško cesarstvo ali Romunsko-bolgarsko cesarstvo. Slednja se uporablja samo v romunskem zgodovinopisju.
Arabski letopisci so od 13. stoletja uporabljali izključno ime Vlaška in ne Bolgarija. Vlaško so imenovali al-Avalak, njene prebivalce pa ulakut ali ulag.

## Ozadje
Ko je bizantinski cesar Bazilij II. (vladal 976–1025) leta 1018 podjarmil Prvo bolgarsko cesarstvo, je vladal previdno. Obstoječ davčni sistem, zakonodaja in oblast  nižjega plemstva so ostali nespremenjeni do njegove smrti leta 1025. Avtokefalni bolgarski patriarhat je bil podrejen ekumenskemu patriarhu v Konstantinoplu in priključen k nadškofijskemu središču v Ohridu, sicer pa so tako patriarhat kot škofije ostali avtonomni. Bazilij je za prvega bolgarskega nadškofa imenoval Ivana I. Debrskega, njegovi nasledniki pa so bili Bizantinci, se pravi Grki. Bolgarski aristokrati in člani carjeve družine so dobili različne bizantinske naslove in bili preseljeni v azijski del Bizantinskega cesarstva. Bolgarski jezik, književnost in kultura so kljub težavam preživeli. Večina osvojenega bolgarskega ozemlja je bila vključena v Bolgarsko, Sirmijsko in Paristrionsko témo.
Pod Bazilijevimi nasledniki je moč Bizantinskega cesarstva oslabela. Vdori Pečenegov in povišanje davkov so povečali nezadovoljstvo, ki je imelo za posledico več velikih uporov leta 1040–1041 ter v 1070. in 1080. letih.  Središče prvih uporov je bila Bolgarska téma na ozemlju sedanje Makedonije, kjer sta se zgodila množična upora Petra Deljana (1040–1041) in Georgija Vojteha (1072). Oba so bizantinske oblasti s težavo zatrle. Uporoma so sledili upori v Paristrionu in Trakiji. Po prihodu Komnenov  se je stanje v Bizantinskem cesarstvu v prvi polovici 12. stoletja stabiliziralo. Bolgare so pacificirali in do poznega 12. stoletja ni bilo nobenega upora.

## Zgodovina

### Začetki
Katastrofalno vladanje zadnjega komnenskega cesarja Andronika I. Komnena (vladal 1183–1185) je poslabšalo stanje med bolgarskim kmetstvom in plemstvom. Prvo dejanje njegovega naslednika Izaka II. Angela (vladal 1185–1195 in 1203–1204)  je bilo dodatno obdavčenje za financiranje vojne z Normani in njegove poroke. Leta 1185 sta aristokrata, brata Teodor (Todor) in Asen iz Tǎrnovega, zaprosila cesarja, naj ju sprejme v vojaško službo in jima podeli zemljo. Izak II. je njuno prošnjo zavrnil in udaril Asena po obrazu. Brata sta po vrnitvi v Tǎrnovo začela graditi cerkev, posvečeno svetemu Dimitriju Solunskemu. Ljudem sta kazala ikono slavnega svetnika, za katerega sta trdila, da je zapustil Solun, da bi podprl bolgarsko stvar, in začela ščuvati k uporu. Verno prebivalstvo se je takoj pridružilo uporu proti Bizantincem. Starejši brat Teodor je bil kot Peter IV. kronan za bolgarskega cesarja.  Uporu se je takoj pridružila skoraj vsa Bolgarija severno od Stare planine (Balkana), se pravi Mezija, in pridobila podporo Kumanov, turškega plemena, ki je živelo severno od Donave. Kumani so kmalu postali pomemben del bolgarske vojske in igrali ključno vlogo v vojaških uspehih, ki so sledili. Peter IV. je takoj po izbruhu upora poskušal osvojiti staro bolgarsko prestolnico Preslav, vendar mu to ni uspelo. Za prestolnico Bolgarije je namesto tega razglasil Veliko Trnovo.
Ko se je bizantinska armada vojskovala z Normani, ki so napadli bizantinske posesti na zahodnem Balkanu in oplenili Solun, drugo največje mesto v cesarstvu, so začeli Bolgari napadati severno Trakijo. Bizantinci so se na njihove napade odzvali sredi leta 1186, ko je Izak II. organiziral vojni pohod, da bi zatrl upor, še preden bi se ta še bolj razširil. Bolgari so zavarovali gorske prelaze, vendar je Bizantincem preko drugih prelazov uspelo priti preko Stare planine. Ko so se prebili do ravnine, se šibka uporniška vojska ni upala zoperstaviti mnogo močnejši in bolje organizirani bizantinski armadi. Peter IV. se je pretvarjal, da se namerava vdati, Asen pa se je medtem odpravil na sever preko Donave zbirat novo vojsko. Bizantinski cesar je požgal bolgarske poljščine in se vrnil v Konstantinopel. Asen se je kmalu zatem vrnil z okrepitvami Kumanov in sklenil, da se bo vojskoval, dokler ne bo Bolgarija svobodna.
Bizantinci so zbrali novo vojsko pod poveljstvom cesarjevega nečaka Ivana Dukasa Angela. Ker se je cesar ustrašil državnega udara, je Dukasa zamenjal s slepim Ivanom Kantakuzenom, ki po zakonu ni mogel postati cesar. Bolgari so ponoči napadli njegov tabor in ubili veliko vojakov. Sredi leta 1186 je proti Bolgarom krenila naslednja vojska pod poveljstvom generala Alekseja Branasa. Branas se je namesto proti Bolgarom obrnil proti Konstantinoplu in zase zahteval bizantinski prestol. Kmalu zatem so ga umorili. Bolgari so izkoristili nastali kaos in vdrli v severno Trakijo ter oplenili podeželje, še preden se je bizantinska vojska odzvala s protinapadom. Vojski sta se spopadli samo enkrat blizu trdnjave Lardea, spopad pa se je končal brez zmagovalca. Bolgari so še naprej plenili Trakijo in se brez težav umikali na sever v gore Balkana.
Proti koncu leta 1186 je Izak II. odšel na svoj drugi pohod proti Bolgarom. Vojska je bila prisiljena prezimiti v Sofiji in s tem dala Bolgarom čas za pripravo na obrambo. Na začetku naslednjega leta so Bizantinci oblegali Loveč, vendar ga niso uspeli osvojiti. Z Bolgari so sklenili premirje, s katerim so de facto priznali bolgarsko neodvisnost.
Ko je bil vodja tretjega križarskega pohoda Friderik I. Barbarossa na robu vojne z Bizantinci, sta mu Asen in Peter IV. ponudila vojsko 40.000 mož v zameno za uradno priznanje bolgarske države. Odnosi med križarji in Bizantinci so se nazadnje izboljšali in ponudba je propadla. Naslednje leto se je Izak II. odpravil na še en pohod proti Bolgarom, ki se je končal s katastrofalnim porazom na prelazu Trjavna. Cesar se je komaj rešil, cesarsko zakladnico, vključno s krono in križem, pa so zasegli zmagovalci. Asen se je po zmagi kronal za cesarja kot Ivan Asen I. Peter IV. je obdržal cesarski naslov, oblast pa je prepustil svojemu bolj energičnemu bratu.
V naslednjih štirih letih se je težišče vojne prestavilo na ozemlje južno od gora Balkana. Asenova strategija hitrih napadov na različnih mestih se je izplačala in kmalu je osvojil pomembni mesti Sofijo in Niš na jugozahodu ter si odprl pot v Makedonijo.  Leta 1194 so Bizantinci zbrali ogromno vojsko, sestavljeno iz vzhodnih in zahodnih enot, vendar so bili v bitki pri Arkadiopolu poraženi. Izak II., ki se ni več mogel upirati Bolgarom, je poskušal skleniti zavezništvo z ogrskim kraljem Bélo III., vendar ga je pred tem odstavil in oslepil brat Aleksej III. Angel. Bizantinci so se poskušali pogajati za mir, a ker je Asen v zameno zahteval vrnitev vsega bolgarskega ozemlja, se je vojna nadaljevala. Leta 1196 je bila bizantinska vojska ponovno poražena daleč na jugu pri Seresu. Ivana Asena je po vrnitvi v Tǎrnovo ubil njegov bratranec Ivanko v zaroti, ki jo je spodbudil Konstantinopel. Peter IV. je začel oblegati Tǎrnovo, zato je Ivanko pobegnil v Konstantinopel in kasneje postal guverner Plovdiva (Filipopolis). Manj kot leto za Asenom so umorili tudi Petra IV.

### Vzpon
Prestol je nasledil Asenov in Petrov najmlajši brat Kalojan. Bil je ambiciozen in brezobziren vladar, ki je želel doseči mednarodno priznanje in dokončati osvobajanje Bolgarije. Razen tega se je želel maščevati Bizantincem za oslepitev 14.000 ujetih vojakov carja Samuela po bitki na Belasici. Kalojan se je naslavljal z Romanoktonos (ubijalec Rimljanov, se pravi Bizantincev), kot se je cesar Bazilij II. naslavljal z Bulgaroktonos (ubijalec Bolgarov). Hitro se je povezal z bratovim morilcem Ivankom, katerega so Bizantinci kmalu zatem ubili, vendar mu je kljub temu uspelo osvojiti Konstancijo (Simeonovgrad). Leta 1201 je Kalojan osvojil Varno, zadnjo bizantinsko trdnjavo v Meziji, ki jo je branila velika garnizija. Kalojan je kljub temu, da se je to zgodilo na Veliko noč, ukazal vse Bizantince zmetati v obrambni jarek. Po zmagi se je začel pogajati za mir in ga na začetku leta 1202 tudi dosegel. Medtem ko so se Bolgari vojskovali na jugu, sta ogrski kralj Andrej II. in njegov srbski vazal Vukan Nemanjić priključila Beograd, Braničevo in Niš. Po sklenitvi miru z Bizantinci se je Kalojan obrnil proti severozahodu. Leta 1203 je izrinil Srbe iz Niša, v več bitkah v dolini Morave porazil ogrsko armado in osvojil vso izgubljeno ozemlje.
Kalojan je vedel, da Bizantinci nikoli ne bodo priznali njegovega cesarskega naslova, zato se je začel pogajati s papežem Inocencem III. Njegove zahteve so temeljile na dediščini Prvega bolgarskega cesarstva - Simeona I., Petra I. in Samuela. Papež je bil pripravljen priznati Kalojana za bolgarskega kralja pod pogojem, da se Bolgarska cerkev podredi Rimu. Po dolgih diplomatskih pogajanjih, v katerih nobena stran ni spremenila svojih stališč, je bil Kalojan proti koncu leta 1204 kronan za bolgarskega kralja. Nadškof Bazilij je bil imenovan za primasa. Kalojan, ki ni nameraval izpolniti papeževih zahtev, se mu je pisno zahvalil za svoj vladarski naslov in povišanje Bolgarske cerkve v patriarhat. Papeštvo je nazadnje taktično sprejelo Kalojanov cesarski položaj. Zveza med Bolgarijo in Rimom je ostala strogo uradna, Bolgari pa svojega pravoslavnega obredja in običajev niso spremenili.
Nekaj mesecev pred Kalojanovim kronanjem so vodje četrtega križarskega pohoda napadli Bizantinsko cesarstvo, osvojili Konstantinopel in ustanovili Latinsko cesarstvo. Bolgari so poskušali z njimi navezati prijateljske odnose, vendar so jih Latinci zavrnili in kljub temu, da je papež priznal njihovo državo, zahtevali njihovo ozemlje. Bolgari in bizantinska aristokracija v Trakiji so dobili skupnega sovražnika in sklenili zavezništvo pod pogojem, da Kalojana sprejmejo za svojega cesarja. Odločilna bitka med Bolgari in križarji se je dogajala 14. aprila 1205 pri Odrinu. Latinci so bili poraženi, njihov cesar Balduin I. pa ujet. Porazu, ki je pomenil hud udarec za mlado Latinsko cesarstvo, je sledil kaos. Bolgari so osvojili večino Trakije, vključno s Filipopolisom (Plovdiv). Bizantinsko plemstvo se je zaradi nepričakovanih bolgarskih uspehov zbalo za svoj položaj, se povezalo z Latinci in skupaj z njimi organiziralo zaroto proti Kalojanu. V Tǎrnovem so zaroto hitro odkrili. Sledilo je Kalojanovo kruto maščevanje Bizantincem v Trakiji, ki se je nadaljevalo s pohodom proti Latincem. Bolgari so jih leta 1206 premagali v bitki pri Rusionu in osvojili nekaj mest v vzhodni Trakiji. Naslednje leto je solunski kralj Bonifacij I. v bitki padel, Kalojana pa so pred začetkom napada na Solun umorili.
Kalojana je nasledil bratranec Boril, ki je poskušal nadaljevati politiko svojega predhodnika, vendar ni imel njegovih sposobnosti. Latinci so ga v bitki pri Plovdivu porazili in nato osvojili večino Kalojanovih osvojitev. Borilu ni uspelo obdržati celovitosti cesarstva. Brat Strez si je prilastil večino Makedonije, Aleksej Slav pa je odcepil ozemlje v Rodopih. Boril je moral v zameno za pomoč v zatiranju velikega upora leta 1211 Ogrom odstopiti Beograd in Braničevo. S porazom se je končal tudi pohod proti Srbiji leta 1214.
Borila je zaradi vedno večjega nestrinjanja z njegovo politiko leta 1218 strmoglavil Ivan Asen II., sin Ivana Asena I., ki je od Kalojanove smrti živel v izgnanstvu. Ivan Asen II. se je po kronanju poročil z Ano Marijo, hčerko ogrskega kralja Andreja II. in za doto dobil okupirani mesti Beograd in Braničevo. Zatem je sklenil zavezništvo z vladarjem Epirskega despotata Teodorjem Komnenom. Teodor Komnen je s tem zavaroval severno mejo svoje države, kar mu je omogočilo osvojiti Solun in znatno zmanjšati Latinsko cesarstvo. Leta 1225 se je razglasil za bizantinskega cesarja.
Po letu 1228 je stanje v Latinskem cesarstvu postalo neznosno. Latinci so se začeli pogajati z Bolgari in obljubljali poroko mladoletnega cesarja Balduina II. s Heleno, hčerko Ivana Asena II. S poroko naj bi bolgarski cesar postal regent v Konstantinoplu, medtem pa so Latinci regentstvo ponudili frankovskemu plemiču Ivanu Brienskemu.
Zaskrbljen zaradi akcij Bolgarov med pohodom na Konstantinopel leta 1230 je Teodor Komnen z ogromno armado napadel Bolgare. Presenečeni Ivan Asen II. je zbral majhno vojsko in se odpravil na jug, da bi jih ustavil. V bitki pri Klokotnici je premagal epirsko vojsko in ujel Teodorja Komnena, cel njegov dvor in večino preživelih vojakov. Vse navadne vojake je izpustil in nato vkorakal na ozemlje pod epirsko oblastjo. Vsa mesta od Odrina do Drača na jadranski obali so se mu vdala in priznala njegovo oblast. Teodorjevemu bratu Mihaelu II. Komnenu Dukasu je dovolil, da kot bolgarski vazal vlada v Solunu in vseh južnih pokrajinah despotata. Domneva se, da je zaradi groženj iz katoliške Ogrske bolgarsko suverenost priznala tudi Srbija.
Spustil sem se v vojno v Romaniji, porazil grško armado in ujel gospoda cesarja Teodorja Komnena samega in vse njegove bojarje. In osvojil sem vse ozemlje od Odrina do Drača, Grčijo, Srbijo in Albanijo. Franki so obdržali samo mesta v okolici Konstantinopla, vendar so bila tudi [ta mesta] pod oblastjo mojega cesarstva, ker niso imela nobenega drugega cesarja, razen mene. In samo meni gre zahvala, da so preživela, ker je bila takšna božja volja.
— Napis Ivana Asena II. v cerkvi štiridesetih mučencev v Velikem Trnovem, napisan po bitki pri Klokotnici.
Ko je leta 1231 v Konstantinopel prišel Ivan Brien, se je Ivan Asen II. proti Latincem povezal z Nikejskim cesarstvom. Ko so Nikejci leta 1235 priznali Bolgarski patriarhat, je Ivan Asen II. prekinil zvezo s papežem. Skupen pohod proti Latincem je bil uspešen, četudi jim Konstantinopla ni uspelo osvojiti. Po Brienovi smrti dve leti kasneje bi lahko Ivan Asen II. ponovno postal regent Balduina II., zato se je odločil, da prekine zvezo z Nikejo. Njegova odločitev je temeljila na predpostavki, da bi z uspešno zvezo Konstantinopel lahko ponovno postal središče obnovljenega Bizantinskega cesarstva z nikejsko dinastijo kot vladajočo hišo, s čimer bi Bolgari dobili močnega sovražnika. Bolgarsko-bizantinsko sodelovanje je bilo kratkoživo. Ivan Asen II. je imel na južni meji mir do konca svojega vladanja. Malo pred smrtjo je porazil del mongolske vojske, ki se je vračala na vzhod po uničujočem pohodu na Poljsko in Ogrsko.

### Upadanje
Ivana Asena II. je nasledil njegov mladoletni sin Kaliman I. Na začetku vladanja je imel nekaj uspehov proti Mongolom, potem pa so se njegovi regenti odločili, da se bodo nadaljnjim pohodom raje izognili s plačevanjem davka. Pomanjkanje močnega monarha in naraščajoče rivalstvo med plemstvom je povzročilo naglo propadanje Bolgarije. Njena glavna tekmica Nikeja se je izognila napadom Mongolov in pridobivala moč na Balkanu. Po smrti dvanajstletnega Kalimana I. leta 1246 je prestol nasledilo več kratko vladajočih vladarjev. Šibkost nove vlade se je pokazala zlasti takrat, ko je nikejska vojska osvojila velik del južna Trakije, Rodope in Makedonijo, vključno z mesti Odrin, Cepina, Stanimaka, Melnik, Seres, Skopje in Ohrid. Šibkost so izkoristili tudi Ogri in okupirali Beograd ter Braničevo. Bolgari so se odzvali šele leta 1253, napadli Srbijo in naslednje leto ponovno osvojili Rodope. Neodločnost Mihaela II. je omogočila Nikejcem ponovno osvojitev vsega izgubljenega ozemlja, razen Cepine. Leta 1255 so Bolgari hitro osvojili izgubljeno Makedonijo, katere prebivalci so raje imeli bolgarsko kot nikejsko oblast. Zaradi izdaje bolgarskega predstavnika Rostislava Mihajloviča, ki je priznal nikejsko oblast na spornih ozemljih, so Bolgari ponovno izgubili vsa osvojena ozemlja. Umiku, katerega je cesar plačal z življenjem, je sledilo obdobje nestabilnosti in državljanske vojne med več kandidati za prestol, ki se je končala leta 1257 z zmago skopskega bojarja Konstantina Tiha.
Novi cesar se je moral soočiti z več nasprotniki. Leta 1257 so Latinci napadli in osvojili Mesembrio, vendar je niso uspeli obdržati. Še resnejše je bilo stanje na severozahodu, kjer so Ogri v Vidinu podprli samozvanega bolgarskega cesarja Rostislava. Leta 1260 je Konstantin Tih osvojil Vidin in zasedel Severin Banat. Naslednje leto so Ogri s protinapadom prisilili Bolgare na umik v Tǎrnovo in Vidin prepustili Rostislavu. Oblast v mestu je kmalu zatem prevzel Jakob Svetoslav, ki se je leta 1266 oklical za cesarja. Restavracija Bizantinskega cesarstva pod ambicioznim Mihaelom VIII. Paleologom je še poslabšala stanje v Bolgariji. Med veliko bizantinsko invazijo leta 1263 so Bolgari izgubili obalni mesti Mesembria in Anhialo ter več mest v Trakiji, vključno s Filipopolisom. Nezmožen učinkovitega odpora je Konstantin Tih organiziral skupen bolgarsko-mongolski pohod, po opustošenju Trakije pa so se Mongoli vrnili na sever preko Donave. Cesar je po poškodbi na lovu na začetku 1260. let postal invalid in prišel pod vpliv svoje žene Marije Paleologine, katere stalne spletke so še poglabljale razdore med plemstvom.
Stalni vpadi Mongolov, gospodarske težave in cesarjeva bolezen so leta 1277 privedle do velike ljudske vstaje na severovzhodu. Vojska upornikov pod vodstvom svinjskega pastirja Ivajla je dvakrat porazila Mongole, kar je močno okrepilo njihovo priljubljenost. Ivajlo je nato porazil še redno bolgarsko vojsko pod poveljstvom Konstantina Tiha in ga osebno ubil. V Konstantinoplu so se ustrašili upora in hkrati želeli izkoristili stanje v Bolgariji, zato je cesar Mihael VIII. poslal v Bolgarijo vojsko pod poveljstvom Ivana Asena III., pretendenta na bolgarski prestol. Na njegovo žalost so uporniki medtem že zasedli Tǎrnovo. Marija, vdova Konstantina Tiha, se je poročila z Ivajlom, ki se je razglasil za cesarja. Mihael VIII. se je po spodletelem pohodu obrnil na Mongole, ki so napadli Dobrudžo, porazili Ivajlovo vojsko in ga prisilili, da se je umaknil v Drastar, kjer se je tri mesece upiral mongolskemu obleganju. Po porazu je bolgarsko plemstvo Ivajla izdalo in Ivanu Asenu III. odprlo tǎrnovska mestna vrata. Leta 1279 je Ivajlo prebil blokado in začel oblegati prestolnico. Bizantinci so obleganemu Ivanu Asenu III. poslali na pomoč vojsko 10.000 mož, katero je Ivajlo v bitki pri Devini premagal. Enako usodo je doživela tudi naslednja vojska, ki je štela 5.000 mož. Ivan Asen III. je moral pobegniti. Ivajlov položaj se s tem ni izboljšal. Po dveh letih stalnega vojskovanja je podpora prebivalstva usahnila, saj ni odločilno premagal Mongolov, plemstvo pa je ostalo sovražno. Proti koncu leta 1280 je Ivajlo iskal zaščito pri svojih nekdanjih sovražnikih Mongolih, ti pa so ga na bizantinsko pobudo ubili. Bolgarsko plemstvo je za novega cesarja izbralo vplivnega plemiča in vladarja Červena Jurija I. Terterja, ki je vladal dvanajst let. V tem času se je vpliv Mongolov še okrepil, na jugu pa so Bizantinci osvojili še preostali del Trakije. Nestabilno stanje se je nadaljevalo do leta 1300, ko je v Tǎrnovem nekaj mesecev vladal Mongol Čaka.

### Začasna stabilizacija
Leta 1300 je Teodor Svetoslav, najstarejši sin Jurija I., izkoristil državljansko vojno v Zlati hordi, strmoglavil Čako in poslal njegovo glavo mongolskemu kanu Toktu. Njegovo dejanje je končalo mongolska vmešavanja v bolgarske notranje zadeve in zavarovalo južno Besarabijo vse do Bolgrada. Novi cesar je začel obnavljati gospodarstvo, podjarmil mnogo na pol neodvisnih plemičev in kot izdajalce usmrtil vse pomagače Mongolov, vključno s patriarhom Joahimom III. Bizantinci, zainteresirani za stalno nestabilnost v Bolgariji, so s svojo vojsko podprli pretendenta za bolgarski prestol Mihaela in Radoslava. Aldimir, stric Teodorja Svetoslava in despot Krana, je bizantinsko vojsko prestregel in porazil. 
Leta 1303 in 1304 so Bolgari večkrat napadli Bizantince in osvojili mnogo mest v severovzhodni Trakiji. Bizantinci so jih poskušali ustaviti, vendar so bili v bitki pri Skafidi ponovno težko poraženi. Po porazu so bili leta 1307 prisiljeni k podpisu mirovne pogodbe, s katero so priznali bolgarske osvojitve. Teodor Svetoslav je ostanek svoje vladavine preživel v miru. S Srbijo je vzdrževal prisrčne odnose. Leta 1318 je Tǎrnovo obiskal celo srbski kralj Štefan Uroš II. Milutin. Leta miru so prinesla gospodarski razcvet in okrepila trgovanje. Bolgarija je postala velik izvoznik poljščin, predvsem pšenice.
V zgodnjih 1320. letih so se potem, ko je novi bolgarski cesar Jurij II. Terter zasedel Filipopolis, odnosi z Bizantinci ponovno zaostrili.  Zmedo, ki je nastala po Terterjevi nenadni smrti leta 1322, in obdobje brez naslednika, so Bizantinci izkoristili za zasedbo Tǎrnovega in drugih mest v severni Trakiji. Naslednje leto je bil za cesarja izvoljen energični vidinski despot Mihael III. Šišman Asen, ki se je takoj obrnil na bizantinskega cesarja Andronika III. Paleologa z zahtevo po vrnitvi bolgarskega ozemlja. Proti koncu leta 1324 sta vladarja podpisala mirovno pogodbo, ki sta jo podkrepila s poroko bolgarskega vladarja s Teodoro Paleologino. Mihael Šišman se je ločil od svoje srbske žene Ane Nede, kar je povzročilo poslabšanje odnosov s Srbijo. Spremembo bolgarske politične usmeritve je mogoče razložiti s hitro rastjo srbske moči in prodiranjem Srbije v Makedonijo.
Bolgari in Bizantinci so soglašali, da bi skupaj napadli Srbijo, vendar je trajalo pet let, preden so napetosti med njimi popustile. Mihael Šišman je zbral vojsko 15.000 mož in sam napadel Srbijo. Pri obmejnem mestu Velbažd je naletel na približno enako močno vojsko srbskega kralja Stjepana Dečanskega. Oba kralja sta pričakovala okrepitve, zato sta se dogovorila za enodnevno premirje. Ko se je srbski vojski pridružil oddelek Katalanov pod poveljstvom kraljevega sina Stjepana Dušana, so Srbi prelomili dogovor, napadli bolgarsko vojsko in jo premagali. Mihael Šišman je v bitki padel. Srbi po zmagi niso tvegali napada na Bolgarijo in sprti strani sta se dogovorili za mir. Bolgarski prestol sta po dogovoru zasedla najstarejši sin ubitega cesarja Ivan Štefan in njegova srbska žena. Novega cesarja so kmalu zatem odstavili. Bolgarija v vojni s Srbijo ni izgubila nobenega ozemlja, srbskega prodiranja v Makedonijo pa ni mogla zaustaviti.
Po bolgarskem porazu v Velbaždu so Bolgarijo napadli Bizantinci in osvojili veliko ozemlja ter mest in gradov v severni Trakiji. Njihovi uspehi so se končali leta 1332, ko jih je bolgarski cesar Ivan Aleksander v bitki pri Rusokastru porazil in osvojil večino izgubljenega ozemlja.
Leta 1344 so se Bolgari na strani Ivana V. Paleologa vključili v njegovo državljansko vojno z Ivanom VI. Kantakuzenom. Osvojili so pet mest ob reki Marici, vključno s Filipopolisom, in Rodope. Osvojitve so bile zadnja velika širitev srednjeveške Bolgarije, ki so hkrati povzročile prve vpade Kantakuzenovih zaveznikov Osmanskih Turkov.

### Propad
Poskusi Ivana Aleksandra, da bi pregnal Osmane, so propadli po dveh porazih konec 1340. in na začetku 1350. let, v katerih sta bila verjetno ubita njegov najstarejši sin in naslednik Mihael Asen IV. ter drugi sin Ivan V. Asen Cesarjevi odnosi s sinom Ivanom Sracimirjem, ki je vladal v Vidinu, so se po ločitvi Ivana Aleksandra od njegove srbske žene in poroki s pokristjanjeno Judinjo Saro-Teodoro leta 1349 močno poslabšali. Ko je cesar za svojega naslednika imenoval sina Ivana Šišmana, je Ivan Sracimir razglasil svojo neodvisnost.
Leta 1366 Ivan Aleksander ni dovolil prehoda bizantinskemu cesarju Ivanu V. Paleologu preko svojega ozemlja, zato so savojski križarji namesto Osmanskega cesarstva napadli bolgarsko črnomorsko obalo. Osvojili so Sozopol, Mesembrijo, Anhialo in Emono in med neuspešnim obleganjem Varne utrpeli velike izgube. Bolgari so cesarju nazadnje dovolili prehod, vendar so izgubljena mesta ostala v bizantinskih rokah.
Na severozahodu so Ogri leta 1365 napadli in osvojili Vidin. Ivan Aleksander je štiri leta kasneje s pomočjo svojih de iure vazalov Vladislava I. Vlaškega in Dobrotice osvobodil  svojo provinco. Njegova smrt  leta 1371 je povzročila nepreklicno delitev Bolgarije med Ivanom Šišmanom iz Tǎrnovega, Ivanom Sracimirjem iz Vidina in Dobrotico iz Karvuna.  Nemški svetovni potnik Johann Schiltberger je v 14. stoletju takole opisal Bolgarijo: 
Bil sem v treh deželah in vse tri se imenujejo Bolgarija. Prva Bolgarija se je raztezala od tam, kjer prideš skozi Železna vrata iz Ogrske. Njena prestolnica je Vidin. Druga Bolgarija leži nasproti Vlaške. Njena prestolnica se imenuje Tǎrnovo. Tretja Bolgarija je tam, kjer se Donava izliva v morje. Njena prestolnica se imenuje Kalikara.
26. septembra 1371 so Osmani v bitki na Marici porazili veliko krščansko vojsko, kateri sta poveljevala srbska brata Vukašin Mrnjavčević in Jovan Uglješa. Osmani so po zmagi takoj začeli prodirati v Bolgarijo in osvojili severno Trakijo, Rodope, Kostenec, Ihtiman in Samokov, s čimer so zelo omejili oblast Ivana Šišmana na severnem Balkanu in okolici Sofije. Bolgarski monarh se Osmanom ni mogel upirati in je postal njihov vazal. V zameno je dobil nekaj izgubljenih mest in deset let nestabilnega miru. 
Osmanski pohodi so se na začetku 1380. let ponovili in dosegli višek s padcem Sofije leta 1382 ali 1385. Ivan Šišman se je medtem do leta 1384 vojskoval z Vlaško. Po pisanju Anonimne bolgarske kronike je septembra 1386 ubil vlaškega vojvodo Dana I. Vlaškega. Vzdrževal je tudi težavne stike z Ivanom Sracimirjem, ki je leta 1371 prekinil vse stike s Tǎrnovim in ločil vidinsko škofijo od tǎrnovskega patriarhata. Brata v obrambi pred Osmani nista sodelovala. Po pisanju zgodovinarja Konstantina Jirečeka sta se namesto tega trdo vojskovala za Sofijo. Ivan Šišman je s svojimi pohodi kršil svoje vazalske obveznosti o sodelovanju njegovih vojakov v osmanskih vojnih pohodih in je namesto tega izkoristil vsako priložnost za sodelovanje s Srbi in Ogri. Vse to je povzročilo velika osmanska pohoda leta 1388 in 1393.
Osmani so kljub žilavemu odporu leta 1388 osvojili številna pomembna mesta in trdnjave in pet let kasneje po treh mesecih obleganja osvojili Tǎrnovo. Ivan Šišman je umrl leta 1395, ko so Osmani pod poveljstvom Bajazida I. osvojili zadnjo bolgarsko trdnjavo Nikopolj. Ivan Sracimir se je naslednje leto pridružil križarskemu pohodu ogrskega kralja Sigismunda. Po porazu krščanske vojske v bitki pri Nikopolju so Osmani takoj napadli in osvojili Vidin, s čimer je srednjeveška bolgarska država dokončno propadla. Odpor se je pod Konstantinom II. Bolgarskim in plemičem Fružinom nadaljeval do leta 1422.

## Uprava, ozemeljska delitev in družba
Drugo bolgarsko cesarstvo je bilo dedna monarhija, v kateri je vladal car. Naslov car je obstajal že v 10. stoletju v Prvem bolgarskem cesarstvu. Naslov so podkrepili s »Kristusu Gospodu zvest cesar in avtokrat vseh Bolgarov« in včasih dodali  »in Rimljanov, Grkov ali Vlahov«. Izraz »vseh Bolgarov« so dodali v 14. stoletju, ko je cesarstvo izgubilo veliko z Bolgari naseljenega ozemlja, in je pomenil, da so vladarji tudi tistih Bolgarov, ki živijo izven bolgarskih političnih meja. 
Cesar je imel vrhovno oblast nad posvetnimi in verskimi zadevami, zato je bilo stanje v državi v veliki meri odvisno od njegovih osebnih sposobnosti. Namesto mladoletnih vladarjev je državo vodilo regentstvo, v katerem so bili mati-cesarica, patriarh in starejši člani vladajoče dinastije. Z vedno hitrejšimi procesi fevdalne fragmentacije v 14. stpletju je prišlo v navado, da so monarhovi sinovi dobili vladarske naslove že med vladavino svojih očetov. Imenovali so jih sovladar ali mlajši cesar.
V nasprotju s Prvim bolgarskim cesarstvom je bila državna uprava v Drugem bolgarskem cesarstvu pod močnim vplivom bizantinskega sistema državne uprave. Večina plemiških, dvornih in uradniških naslovov je bila prevzeta neposredno od bizantinskih dvojnikov v bizantinski grščini ali pa so jih prevedli v bolgarščino. V sistemu rangiranja je bilo nekaj razlik, natančni opisi njihovih pristojnosti, insignije, in protokoli v srednjeveški bolgarski upravi pa so se ohranili v nekaj primarnih virih. Svet bojarjev, v katerem so bili najvišji bojarji in patriarh, je obravnaval zunanjo in notranjo politiko, vključno z vojnimi napovedmi, sklepanjem zavezništev in podpisovanjem mirovnih pogodb. Najvišja državna uradnika sta bila veliki logotet, ki je imel vlogo ministrskega predsednika, in protovestiarij, ki je bil odgovoren za državno zakladnico in finance. Visoki dvorni naslovi, na primer despot in sebastokrator, so se podeljevali predvsem vladarjevim sorodnikom in niso bili dosledno povezani z upravnimi funkcijami. 
Prestolnica Drugega bolgarskega cesarstva je bilo Tǎrnovo (ali Tǎrnovec), ki je bilo hkrati središče posebne upravne enote pod neposredno oblastjo cesarja. Država je bila razdeljena na province, katerih število se je spreminjalo z velikostjo njenega ozemlja. V ohranjenih primarnih virih so se province po bizantinsko (grško) imenovale hora, po bolgarsko pa zemja (земя), strana (страна) in oblast (област). K naslovu so dodali ime njenega glavnega mesta. Guvernerji provinc so se imenovali vojvoda ali kefalia. Naziva izhajata iz bizantinskega dux in kefale. Guvernerje je imenoval cesar. Province so bile razdeljene na katepanika (edn. katepanikon, iz bizantinskega katepanikion), v katerih so vladali katepani, podrejeni vojvodom. Med vladanjem Ivana Asena II. (1218-1241) je bilo cesarstvo razdeljeno na province Beograd, Braničevo, Boruj, Odrin, Dimotika, Skopje, Prilep, Devol in Albanija.
Bolgarska družba je bila razdeljena na tri družbene razrede: duhovščino, plemstvo in kmete. V plemstvo je spadala tudi aristokracija: bojarji, ki so se kot bojlas pojavili že v Prvem bolgarskem cesarstvu, sodniki in celotna vojska. Bojarji so bili razdeljeni v višje in nižje bojarje. Prvi so bili lastniki velikih zemljiških posesti, ki so včasih imele več deset ali celo več sto vasi, in so imeli visoke upravne ali vojaške položaje.  Večino tretjega družbenega razreda so tvorili kmetje, ki so bili podrejeni bodisi osrednji oblasti, bodisi lokalnim fevdalnim gospodom. Število slednjih se je med procesom fevdalizacije Bolgarije znatno povečalo. Glavni skupini kmetov sta bili parici in otroci. Oboji so lahko posedovali zemljo, dedovali pa so jo lahko samo parici. Otroci zemlje niso mogli zapustiti svojim dedičem, ker so jo dobili od svojih zemljiških gospodov.

## Vojska
Cesar Drugega bolgarskega cesarstva je bil tudi vrhovni poveljnik svoje armade. Drugi najvišji poveljujoči častnik je bil veliki vojvoda. Vojaškim oddelkom so poveljevali vojvode. Za obrambo določenih pokrajin in novačenje vojakov so bili odgovorni stratorji. 
V poznem 12. stoletju je vojska štela 40.000 oboroženih  mož, v prvem desetletju 13. stoletja pa je država lahko mobilizirala okrog 100.000 mož. Kalojan je vodji četrtega križarskega pohoda Balduinu I. za napad na Konstantinopel leta 1204 ponudil 100.000 mož. Do konca 13. stoletja se je število vojakov zmanjšalo na manj kot 10.000. Iz zapisov je razvidno, da sta bili poraženi bizantinski vojski s 5.000 in 10.000 vojaki številčnejši od Ivajlove vojske. Vojaška moč se je s politično stabilizacijo države v prvi polovici 14. stoletja v 1330. letih povečala na 11.000-15.000 mož. Vojska je bila dobro opremljena z oblegovalnimi napravami, vključno z ovni, oblegovalnimi stolpi in katapulti.
Bolgarska vojska je uporabljala različne vojaške taktike, odvisne od izkušenosti vojakov in značilnosti terena. Pomembno vlogo v vojaški strategiji in obrambi države pred močno bizantinsko vojsko so imeli gorski prelazi preko Stare planine (Balkan). V vojnem času so lahko Bolgari z lahko konjenico na široki fronti pustošili po sovražnikovem ozemlju, plenili po vaseh in manjših mestih, požigali poljščine in jemali ljudi in živino. Vojska je bila zelo mobilna. V štirih dneh pred bitko pri Klokotnici je na primer bolgarska vojska prehodila trikrat večjo razdaljo kot epirska v enem tednu. Leta 1332 je v petih dneh prepotovala 230 km.
Osmanski general Lala Šahin je o sofijski garniziji zapisal: 
V trdnjavi [Sofiji] je velika elitna vojska, katere vojaki so močno grajeni, brkati in prekaljeni v vojnah, vendar uživajo vino in rakijo (žganje) – skratka, vesela bratovščina.
Bolgarija je vzdrževala dolgo verigo trdnjav za obrambo cesarstva s prestolnico Tǎrnovo v središču. Na severu so bile trdnjave na obeh bregovih Donave. Na jugu so bile tri verige trdnjav: prva vzdolž Stare planine, druga vzdolž Vitoše, Rodopov in pogorja Sakar, in tretja po dolini reke Arde. Na zahodu je bila vrsta trdnjav v dolini Južne Morave.
V bolgarski vojski in njeni taktiki so sčasoma dobili pomembno vlogo tuji vojaki in najemniki. Od začetka upora Asena in Petra proti Bizantincem in kasneje proti križarjem se je učinkovito uporabljati lahka in mobilna kumanska konjenica. Kalojan je imel v bitki pri Odrinu kar 14.000 kumanskih konjenikov. Njihovi poveljniki so postali del bolgarskega plemstva. Nekateri so dosegli visoke upravne ali vojaške položaje. V 14. stoletju se je Bolgarija vedno bolj zanašala na tuje najemnike, med katerimi so bili vitezi iz zahodne Evrope, Mongoli, Oseti in Vlahi. Mihael III. Šišman in Ivan Aleksander sta imela v svojih vojskah oddelek 3.000 mongolskih konjenikov. V 1350. letih je cesar Ivan Aleksander najemal tudi osmanske bande, tako kot bizantinski cesar, in Ruse.

## Gospodarstvo
Gospodarstvo Drugega bolgarskega cesarstva je temeljilo na kmetijstvu, rudarstvu, tradicionalnih obrteh in trgovini. Od 12. do 14. stoletja sta bila najpomembnejša poljedelstvo in živinoreja. V Meziji, Zagorah in Dobrudži so pridelovali predvsem žito, med drugim tudi zelo kakovostno pšenico. Pridelava pšenice, ječmena in prosa je bila razvita tudi v večjem delu Trakije. V vinorodnih delih Trakije, ob Črnem morju ter v dolinah Strume in Vardarja v Makedoniji se je proizvajalo vino. Od začetka 13. stoletja je postajala vedno bolj pomembna pridelava zelenjave, sadja in grozdja. Obširni gozdovi in pašniki, zlasti v goratih predelih in predgorju, so omogočali rejo živine. Razvito je bilo tudi svilarstvo in zlasti čebelarstvo. Med in čebelji vosek iz Zagor sta spadala med najbolj kakovostne in cenjene čebelje proizvode na bizantinskem trgu. Les se je sekal samo v delu gozdov (бранища, braništa). Del gozdov je bil ograjen (забели, zabeli). Sečnja v ograjenih gozdovih je bila prepovedana.
Vedno večje število mest je spodbudilo razvoj obrti, metalurgije in rudarstva. Kmetijski pridelki so se predelovali predvsem v kruh, sir, maslo in vino. Sol se je pridobivala predvsem v črnomorskih lagunah severno od Burgasa. Med najpomembnejše obrti so spadali usnjarstvo, čevljarstvo, tesarstvo in tkalstvo. Varna je bila znana po obdelavi lisičjega krzna, namenjenega predvsem za luksuzna oblačila in pokrivala aristokratov. Po podatkih v zahodnih virih je bilo v Bolgariji veliko svile. Pikardski vitez Robert de Clari jo je omenil v doti bolgarske princese Marije:  
S svilenim pregrinjalom, tako dolgim, da se je vleklo sedem ali osem korakov za njim, ni bil pokrit samo en konj. Nobena svilena tkanina se kljub temu, da so se pregrinjala vlekla po blatu in slabih cestah, ni raztrgala, ampak je ohranila svojo privlačnost in plemenitost.
Kovači, trgovci z železom in inženirji so razvili katapulte, ovne in druge oblegovalne naprave, ki so se uporabljale predvsem na začetku 13. stoletja. Obdelava kovin je bila razvita predvsem v zahodni Bolgariji v Čipovici, Velbaždu in Sofiji, na vzhodu pa v Tǎrnovem in Mesembriji.
V Drugem bolgarskem cesarstvu je kovanje denarja stalno naraščalo in doseglo višek med vladanjem cesarja Ivana Aleksandra (vladal 1331–1371). Pravico do kovanja lastnega denarja je skupaj s papeževim priznanjem dobil cesar Kalojan (vladal 1197–1207). Sredi 13. stoletja so se razvile dobro organizirane graverske delavnice in kovnice, v katerih so kovali bakren, bilionski in srebrn denar. Denarna reforma, ki jo je uvedel cesar Konstantin Tih (vladal 1257–1277), je postopoma stabilizirala monetarni sistem v Bolgariji. Ivajlova vstaja in roparski pohodi Mongolov v poznem 13. stoletju so kovništvo tako destabilizirali, da se je zmanjšalo na desetino prejšnjega obsega. S ponovno stabilizacijo cesarstva po letu 1300 so bolgarski monarhi povečali količino denarja v obtoku, tudi srebrnikov, plačevanje v izključno domačem denarju pa je steklo šele v 1330. letih. Razpadanje osrednje oblasti na predvečer osmanske invazije je omogočilo kovanje primitivnega, brezimnega in slabo ponarejenega denarja. V obtok so poleg bolgarskih prišli tudi bizantinski, latinski, beneški, srbski in mongolski kovanci. V drugi polovici 14. stoletja se je količina domačega denarja začela povečevati, zato so oblasti težile k omejevanju količine tujega denarja v obtoku. Denar so kovali tudi nekateri neodvisni in delno neodvisni bolgarski mogotci, med njimi Svetoslav in Dobrotica.

## Vera

### Verska politika
Po ustanovitvi države sta bili prvi prioriteti njene zunanje politike priznanje cesarskega naslova monarha in obnovitev   Bolgarskega patriarhata. Neprekinjena vojna z Bizantinskim cesarstvom je bolgarske vladarje prisilila, da so se obrnili na papeštvo.  Kalojan (vladal 1197–1207) je v svojem dopisivanju s papežem Inocencem III. od njega zahteval cesarski naslov in patriarhat. Njegovi zahtevi sta temeljili na dediščini  Prvega bolgarskega cesarstva. Kalojan je papežu v zameno obljubil priznanje papeževe suverenosti nad Bolgarsko cerkvijo. Zveza med Bolgarijo in Rimom je bila formalizirana 7. oktobra 1205, ko je papežev legat kronal Kalojana za kralja, tǎrnovski nadškof Bazilij pa je bil razglašen za primasa. Bazilij se je v dopisih papežu naslavljal s patriarh, čemur papež ni ugovarjal. Kalojan se je, tako kot Boris I. (vladal 852–889) tristo let pred njim, s papežem pogajal samo o političnih zadevah in brez resnega namena, da bi se spreobrnil v  rimsko katolištvo. Zveza z Rimom je trajala do leta 1235 in ni imela vpliva na Bolgarsko cerkev, ki je še naprej prakticirala pravoslavne kanone in obredje.
Ambicije Bolgarije, da bi postala versko središče pravoslavnega sveta, so imele pomembno mesto v državni doktrini. Po padcu Konstantinopla v četrti križarski vojni leta 1204 je Tǎrnovo za nekaj časa postalo glavno središče pravoslavja. Bolgarski cesarji so vneto zbirali relikvije krščanskih svetnikov, da bi okrepili prestiž svoje prestolnice. Uradno priznanje obnovljenega Bolgarskega patriarhata na koncilu v Lampsaku leta 1235 je bilo najpomembnejši korak k uresničitvi ideje, da bi Tǎrnovo postalo Drugi Konstantinopel. Patriarhat se je energično upiral papeževi pobudi po ponovni združitvi pravoslavne cerkve z Rimom. Očitno pripravljenost konstantinopelskega patriarhata in bizantinskega cesarja za sklepanje kompromisov na drugem lyonskem koncilu leta 1272–1274 je bolgarski patriarh Ignacij, katerega so imenovali »steber pravoslavja«, ostro kritiziral. K jeruzalemskemu patriarhu je poslal delegacijo z nalogo skleniti protibizantinsko zvezo, v kateri bi bila še dva druga vzhodna patriarha. Delegacija zastavljenega cilja ni dosegla.
Spori s Konstantinopelskim patrirarhatom glede legitimnosti Bolgarskega patriarhata so se v 14. stoletju še zaostrili. Leta 1355 je ekumenski patriarh Kalist I. poskušal vsiliti svojo vrhovno oblast nad Bolgarsko cerkvijo s trditvijo, da je skladno z določili koncila v Lampsaku ostala podrejena Konstantinoplu in mu mora zato plačevati letni davek. Zahteve niso bile podprte z verodostojnimi dokumenti, zato se bolgarske cerkvene oblasti zanje niso menile.
Ustroj Bolgarskega patriarhata se je zgledoval po izročilu iz Prvega bolgarskega cesarstva. Na čelu Cerkve je bil bolgarski patriarh, ki je bil član Državnega zbora (Sinklit) in po potrebi regent. Patriarhu je pomagal zbor izbranih škofov, visokih duhovnikov in včasih predstavnikov posvetne oblasti. Bolgarska cerkev je strogo sledila uradni državni politiki – patriarh Joahim, na primer, je bil zaradi domnevnih zvez z Mongoli obtožen izdaje in usmrčen. Ozemlje Bolgarskega patriarhata se je spreminjalo s spreminjanjem ozemlja bolgarske države. Največje je bilo med vladavino Ivana Asena II. (vladal 1218–1241), ko je imelo 14 škofij: Preslav, Červen, Loveč, Sofija, Oveč, Drastar, Vidin, Seres, Filipi, Mesembrija, Braničevo, Boeograd, Niš in  Velbažd in sedeža v Tǎrnovem in Ohridu.

### Heziazem
Heziazem (iz grškega ἡσυχασμός, umirjenost, spokojnost) je bilo puščavniško gibanje v Vzhodni pravoslavni cerkvi, ki je na Balkanu cvetelo zlasti v 14. stoletju. Mistično gibanje je poučevalo tehniko duhovne molitve, ki bi s ponavljanjem in pravilnim dihanjem morda omogočila videnje božanske luči. Heziazem je na cesarja Ivana Aleksandra (vladal 1331–1371) naredil tako globok vtis, da je postal pokrovitelj heziastičnih menihov. Leta 1335 je dal zatočišče Gregorju Sinajskemu in denar za gradnjo samostana v Paroriji v pogorju Strandža na jugovzhodu države, ki je privlačil duhovščino iz Bolgarije, Bizantinskega cesarstva in Srbije. Heziazem se je z deli učencev Gregorja Sinajskega utrdil kot prevladujoča ideologija v Bolgarski pravoslavni cerkvi. Gregorjev učenec Teodozij Tǎrnovski je njegova dela prevedel v bolgarščino. Ideologija je dosegla svoj višek med službovanjem zadnjega srednjeveškega bolgarskega patriarha Evtimija Tǎrnovskega (1375–1394). Teodozij je pri Tǎrnovem ustanovil samostan Kalifarevo, ki je postal novo heziastično in književno središče države. Intelektualci so vzdrževali stalne medsebojne zveze ne glede na njihovo narodnost, kar je pomembno vplivalo na kulturne in verske izmenjave na Balkanu.

### Bogomilstvo in druga heretična gibanja
Bogomistvo se je pojavilo že v 10. stoletju v Prvem bolgarskem cesarstvu. Kasneje se je razširilo na ves Balkan in po propadu Prvega bolgarskega cesarstva cvetelo tudi pod bizantinsko oblastjo. Vzhodna pravoslavna cerkev je bogomile zaradi njihovega pozivanja k državljanski neposlušnosti razglasila za heretike.
V Bolgariji je bogomilstvo ponovno oživelo kot posledica vojaškega in političnega nazadovanja med vladavino cesarja Borila (vladal 1207–1218).  Cesar je proti bogomilom takoj odločno ukrepal. 11. februarja 1211 je v Tǎrnovem  predsedoval prvi bolgarski protibogomilski sinodi na kateri so sklenili, da se morajo bogomili takoj spreobrniti v pravoslavje, sicer bodo izgnani. Pravoslavna cerkev se je kljub tesnemu sodelovanju z rimskokatoliško cerkvijo dosledno držala kanonov svoje cerkve. V Borilovem sinodiku, ki je posvečen prav njemu, je Boril opisan kot »pravoslavni car«, tǎrnovska sinoda pa je bila vpisana na seznam pravoslavnih sinod. Borilovi ukrepi so vpliv bogomilov zelo zmanjšli, vendar jih niso izkoreninili.
Izgnanci iz Bizantinskega cesarstva so v 14. stoletju v Bolgarsko cesarstvo prinesli več heretičnih gibanj, vključno z adamizmom in barlamizmom. Na cerkvenem zboru v Tǎrnovem leta 1360, katerega se je udeležila tudi cesarska družina, patriarh, plemstvo in duhovščina, so vsa ta gibanja, vključno z bogomilstvom in judovstvom, ostro obsodili. Po letu 1360 niso bogomili v Bolgariji omenjeni v nobenem viru, kar bi lahko pomenilo, da je sekta zelo oslabela in imela samo še nekaj pristašev. Preganjanje preostalih adamitov in barlamitov se je pod vodstvom Teodozija Tǎrnovskega in patriarha Evtimija v manjšem obsegu nadaljevalo.

## Kultura
Drugo bolgarsko cesarstvo je bilo središče cvetoče kulture, ki je dosegla vrhunec v srednjem in poznem 14. stoletju med vladavino Ivana Aleksandra (vladal 1331–1371). Bolgarska arhitektura, umetnost in književnost so se razširile tudi preko meja v Srbijo, Vlaško, Moldavijo in ruske kneževine in vplivale na slovanske kulture. Bolgarija je vplivala tudi na sočasne kulturne trende v Bizantinskem cesarstvu. Glavno kulturno in duhovno središče je bilo Veliko Trnovo, ki je zraslo v »Drugi Konstantinopel« ali »Tretji Rim«. Sodobniki so ga po zgledu na Konstantinopel-Carigrad imenovali Carevgrad Tǎrnovo. Druga pomembna kulturna središča so bila Vidin, Sofija, Mesembrija in številni samostani po celi državi.

### Arhitektura
V 13. in 14. stoletju je v Drugem bolgarskem cesarstvu zrasla mreža mest, med njmi tudi nekaj pomembnih. Mesta so se gradila večinoma na težko dostopnih mestih in so bila običajno sestavljena iz zunanjega in notranjega  mesta. Plemstvo je prebivalo v notranjih mestih s citadelo, večina meščanov pa v zunanjih mestih. Soseske plemstva, obrtnikov,  trgovcev in tujcev so bile ločene. Prestolnica Tǎrnovo je stala na gričih Carevec, Trapezica in Momina krepost (trdnjava) nad meandri reke Jantre. V predmestjih ob reki so bile tudi ločene četrti zahodnih Evropejcev (Frankovska četrt jugovzhodno od Carevca) in Judov (južno od Trapezice).
Trdnjave so se gradile na hribih in visokih planotah. Bizantinski zgodovinar Niketas Honiates je zapisal, da so bolgarski gradovi v gorah Balkana na »vzpetinah nad oblaki«. Zgrajeni so bili iz lomljenega kamna, povezanega z mavcem, in so se po tem razlikovali od monumentalnih zgradb na severovzhodu države iz obdobja Prvega bolgarskega cesarstva. Vhodi in izpostavljeni deli obzidja so bili zavarovani z nazobčanimi stolpi. Stolpi so bili običajno pravokotni, včasih tudi nepravilni, ovalni, okrogli trikotni ali podkvasti.
Cerkvena arhitektura je bila zelo prestižna. Cerkve so spadale med najlepše okrašene in najbolj trdno grajene stavbe. V 13. in 14. stoletju so bazilike zamenjale eno- ali troladijske križne cerkve s kupolami. Zunanjost cerkva je bila okrašena z izmeničnimi pasovi kamna in opeke in zelenimi, rumenimi in rjavimi keramičnimi elementi. Tako okrašenih je nekaj cerkva v Nesebărju, med njimi cerkvi sv. Janeza Aliturgeta in Kristusa Pantokratorja iz 14. stoletja. Slednja ima vrsto slepih lokov, štiriperesne rastlinske motive, trikotne ornamente, okrogle tirkizne keramične elemente in opečnate frize vzdolž zunanjih zidov. Podobno so bile okrašene tudi vse cerkve v Carevcu, bilo jih je več kot dvajset, in več cerkva od sedemnajskih na Trapezici. Za tǎrnovsko arhitekturno šolo je značilen pravokoten zvonik nad preddverjem cerkve. Nekaj cerkvam iz bizantinskega obdobja, na primer cerkvi matere Božje v Asenovi trdnjavi, so pri obnovi dozidali zvonike.
Cerkev matere Božje v Donji Kamenici v zahodnem delu Bolgarskega cesarstva, v sedanji Srbiji, je zgrajena v nenavadnem arhitekturnem slogu. Ima dva zvonika s koničasto piramidasto streho in dodatnimi koničastimi elementi na vseh štirih vogalih zvonikov. Cerkev, ki je brez primere med srednjeveškimi bolgarskimi cerkvami, je bila zasnovana pod vplivi z Ogrske in iz Transilvanije.
Cesarski palačni kompleks na Carevcu v Tǎrnovem je bila sprva bojarski grad, ki je pod Ivanom Asenom II. (vladal 1218–1241) in Ivanom Aleksandrom (vladal 1331–1371) doživel dve obširni rekonstrukciji. Imel je obliko nepravilne elipse s ploščino 5.000 m². Obzidje z okroglimi in pravokotnimi stolpi je bilo debelo 2 m.  Glavni vhod je bil v okroglem stolpu na severni fasadi. Okrog notranjega dvorišča so bila zgrajena bogato okrašena poslopja, sredi dvorišča pa je stala cerkev. Patriarhova palača je stala na najvišji točki Carevca. Zasnovana je bila podobno kot cesarjeva in je merila 3.000 m². K patriarhalni stolnici Kristusovega  vnebovzetja je bil prizidan  pravokoten zvonik. Bivalni prostori in uradi so bili na južni strani palače.
Ohranilo se je tudi nekaj plemiških hiš. Severno od cesarske palača so izkopali temelje bojarske hiše z začetka 13. stoletja, ki je imela obliko črke L in je bila sestavljena iz bivalnega dela in majhne enoladijske cerkve. Večina običajnih hiš je bila delno vkopana ali zgrajena nad tlemi. Kasneje so se v mestih običajno gradile enonadstropne hiše. Pritličja so bila zgrajena iz lomljenega kamna, povezanega z blatom ali mavcem, nadstropja pa iz brun.

### Umetnost
Prevladujoča struja bolgarskega slikarstva 13. in 14. stoletja je znana kot tǎrnovska slikarska šola. Bolgarsko slikarstvo je sicer privzelo nekaj trendov bizantinske renesanse iz obdobja Paleologov, vendar ima nekaj izključno bolgarskih značilnosti. Slikarsko šolo je kot samostojno prvi prepoznal francoski umetnostni zgodovinar André Grabar. Dela tǎrnovske šole vsebujejo nekaj realizma, individualizirane portrete in psihološko globino. Od posvetne umetnosti se je ohranilo zelo malo. V  prestolni dvorani cesarske palače v Tǎrnovem so med izkopavanji odkrili nekaj fragmentov stenskih slik. Na zidovih so bile verjetno podobe bolgarskih cesarjev in cesaric.
Primer zgodnjega slikarstva tǎrnovske slikarske šole so freske iz leta 1259 v Bojanski cerkvi v predmestju Sofije, ki spadajo med najbolj popolne in najbolje ohranjene spomenike vzhodnoevropske srednjeveške umetnosti. V nasprotju s takratno bizantinsko umetnostjo in cerkvenim kanonom večina od 240 podob izraža individualnost, duhovnost in vitalnost. Zlasti realistični so portreti cerkvenih donatorjev Kalojana in Desislave in vladajočega monarha Konstantina Tiha ter njegove žene Irene v slavnostnih oblačilih. V Ivanovu v severovzhodni Bolgariji je več cerkva in kapel, vklesanih v skalo, v  katerih je opazen razvoj bolgarske umetnosti v 13. in 14. stoletju. Na slikah iz prvega obdobja, naslikanih med vladavino Ivana Asena II. (vladal 1218–1241), so človeške podobe prikazane realistično, z ovalnimi obrazi in polnimi ustnicami. Barve oblačil so svetle, medtem ko so freske iz obdobja Paleologov naslikane v klasičnem slogu. Bojanska cerkev in Ivanovske skalne cerkve so na Unescovem seznamu svetovne kulturne dediščine.
V Tǎrnovem ni ohranjen noben celoten sklop slik. V cerkvi Štiridesetih mučencev je ohranjenih 35 prizorov, naslikanih v mehkih tonih in z občutkom za realizem, značilnim za tǎrnovsko slikarsko šolo. Na drugem tǎrnovskem utrjenem griču, Trapezici, so odkrili freske v ruševinah sedemnajstih cerkva. Na njih so tudi podobe vojaških osebnosti v bogatih opravah. Palačna kapela je bila okrašena z mozaiki. V zahodni Bolgariji, na primer v zemenskem samostanu, cerkvi Matere Božje v Donji Kamenici in cerkvi sv. Petra v Berendah, so opazne značilnosti lokalnega slikarstva, med katere spadajo arhaična kompozicija in nesenčeni toni.
Številne knjige iz obdobja Drugega bolgarskega cesarstva vsebujejo čudovite miniature. Najlepši primerki so v bolgarskem prevodu Manasijeve kronike, Tetraevangeliju carja Ivana Aleksandra in Tomićevem psalterju, skupaj 554 miniatur. Na miniature, na katerih so upodobljeni tako teološki kot posvetni dogodki, so vplivala takratna bizantinska dela in imajo veliko estetsko vrednost.
Tǎrnovska šola je nadaljevala in obogatila tradicijo slikanja ikon iz Prvega bolgarskega cesarstva. Med najbolj znane ikone spadate ikoni Marije z Jezusom iz Mesembrije (1342), ki je trenutno v galeriji ikon v cerkvi sv. Aleksandra Nevskega v Sofiji, in sv. Ivana Rilskega v Rilskem samostanu. Freske v Bojanski cerkvi in ikona sv. Ivana Rilskega so naslikane realistično in ne v skladu s cerkvenim kanonom. Na nekatere ikone so vstavljene srebrne ploščice z reliefnimi podobami svetnikov.

### Književnost
Glavna središča književega ustvarjanja so bile cerkve in samostani, ki so po vsej državi omogočali osnovno izobrazbo in pismenost. Nekaterih samostani so omogočali tudi višjo stopnjo šolanja, v katero je spadalo učenje slovnice, svetopisemskih, teoloških in antičnih besedil ter grškega jezika. Izobraževanje ni bilo omejeno samo na duhovščino, ampak je bilo dostopno tudi laikom. Slušatelji, ki so opravili višje šolanje, so dobili naziv gramatik (граматик).
Knjige so se sprva pisale na pergamentu, od začetka 14. stoletja tudi na papirju, ki se je uvažal preko Varne. Na začetku je bil papir dražji od pergamenta, proti koncu stoletja pa je njegova cena padla. Število knjig se je zato znatno povečalo.
Nekaj besedil iz 12. in 13. stoletja se je ohranilo. Med najbolj znamenita dela iz tega obdobja spadata Borilov sinodik, ki je pomemben vir podatkov za zgodovino Bolgarskega cesarstva, in Draganov menaion, v katerem so najstarejše znane hvalnice in njihove melodije ter liturgije za bolgarske svetnike Ivana Rilskega, Cirila in Metoda in carja Petra I..  Ohranili sta se tudi dve pesnitvi neznanega bizantinskega pesnika s tǎrnovskega dvora. Posvečeni sta poroki Ivana Asena II. z Ireno Komneno Dukaino. Pesnik cesarja primerja s soncem in ga opisuje  kot »bolj očarljivega kot dan in najbolj prijetnega po videzu«.
V 14. stoletju je začel književnost podpirati tudi dvor, zlasti cesar Ivan Aleksander (vladal 1331–1371), kar je v sodelovanju s številnimi plodnimi učenjaki in duhovniki privedlo do opazne oživitve književnosti, znane kot tǎrnovska literarna šola. Književnost je podpiralo tudi nekaj plemičev in bogatih meščanov. V književnost so spadali prevodi grških besedil in izvirna dela s posvetno in versko vsebino. Med slednja so spadali molitveniki, pasijonske knjige, življenjepisi svetnikov in hvalnice. Posvetna književnost je vključevala letopise, poezijo, romane in novele, izmišljene zgodbe, pripovedke, med njimi zgodbo o Troji in Aleksandriji, ter pravniška, medicinska in prirodoslovna dela.
Prvi ugledni bolgarski učenjak  iz 14. stoletja je bil Teodozij Tǎrnovski (umrl 1363), ki je bil pod velikim vplivom heziazma in je v Bolgariji širil heziastične ideje. Njegov najbolj slaven učenec je bil Evtimij Tǎrnovski (okrog 1325 – okrog 1403), ki je bil od leta 1375 do 1393 bolgarski patriarh in ustanovitelj  tǎrnovske literarne šole. Evtimij je razen tega, da je bil ploden pisec, vodil veliko jezikovno reformo, s katero sta se standardizirala črkovanje in slovnica bolgarskega jezika. Do reforme so se v besedilih uporabljala različna črkovanja in slovnice. Predmet reform ni bil takratni jezik, temveč jezik iz prve zlate dobe bolgarske kulture v poznem 9. in zgodnjem 10. stoletju v Prvem bolgarskem cesarstvu, se pravi stara cerkvena slovanščina.
Osmanska okupacija Bolgarije je mnogo učenjakov in Evtimijevih učencev prisilila, da so odšli iz Bolgarije. S seboj so odnesli knjige, ideje in znanje v druge pravoslavne države, zlasti v Srbijo, Vlaško, Moldavijo in ruske kneževine. V ruske dežele so odnesli toliko knjig, da so učenjaki govorili o drugem južnoslovanskem vplivu na Rusijo. Evtimijev dober prijatelj in družabnik Ciprijan, ki  je postal metropolit Kijeva in vseh Rusov, je s seboj prinesel bolgarske književne zglede in tehnike. Gregor Camblak je najprej deloval v Srbiji in Moldaviji, potem pa je prevzel položaj kijevskega metropolita. Napisal je veliko pridig, liturgij in hvalnic, vključno z Zahvalnim pismom za Evtimija. Pomemben bolgarski emigrant je bil tudi Konstantin iz Kosteneca, ki je deloval v Srbiji. Njegovo biografijo Stefana Lazarevića je George Ostrogorsky opisal kot »najpomembnejše zgodovinsko delo v starosrbski književnosti«.
Apokrifna književnost, ki je  cvetela v 13. in 14. stoletju, se je pogosto osredotočala na vprašanja, katerim so se v uradnih verskih delih izogibali. Veliko je bilo tudi vedeževalskih knjig, po katerih so napovedovali prihodnost iz sanj in astronomskih dogodkov. Nekatere so vsebovale tudi politične elemente, na primer prerokbo, da bo potres, ki se bo zgodil ponoči, tako zbegal ljudi, da bodo na cesarja začeli gledati s prezirom. Oblasti so apokrifno književnost obsojale in jo dajale na seznam prepovedanih knjig. Apokrifi so se v Rusiji kljub temu širili. Ruski plemič Andrej Kurbski iz 16. stoletja jih je imenoval Bolgarske basni.